# Erbacher Hof (Wiesbaden-Nordenstadt)

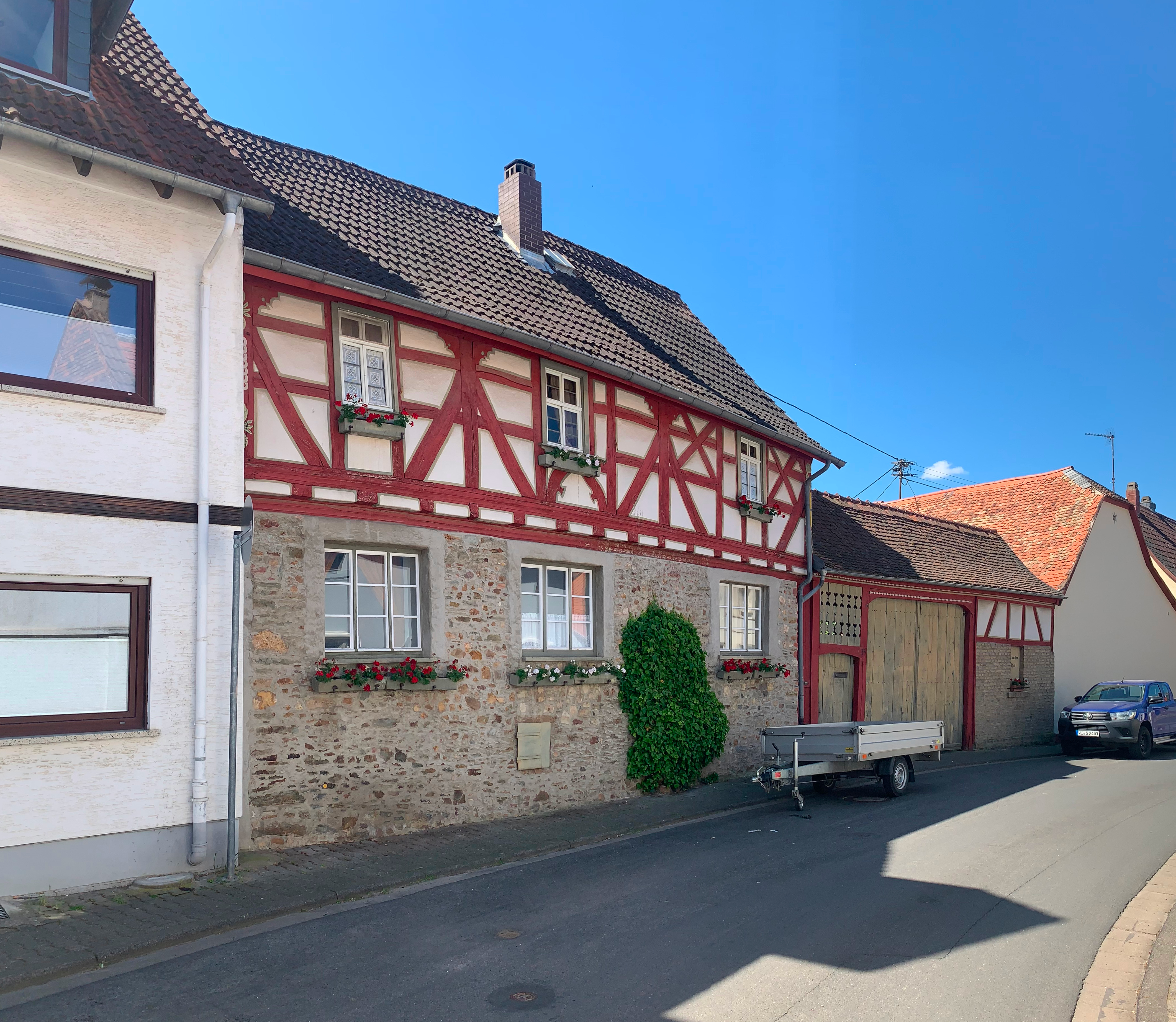
Erbacher Hof

Die Hofreite in der heutigen Heerstraße 15 in Wiesbaden-Nordenstadt nannte man früher im Volksmund Erbacher Hof.
Der Hof gehörte im Mittelalter zum Kloster Eberbach im Rheingau, unweit von Erbach gelegen. Er war Sammel- und Verwaltungszentrum für die umliegenden Ländereien des Klosters und bewirtschaftete um 1500 herum 109 ½ Morgen Ackerland und 3 Morgen Weinberge. 
Bedingt durch wirtschaftlichen  Abschwung, wurde der Nordenstadter Hof im Jahr 1556 an den Amtmann der Herrschaft Eppstein, Herrn Koch, genannt „Pfeffer“, verkauft.